# الکسی پترینکو
الکسی واسیلیویچ پترینکو (روسی: Алексей Васильевич Петренко؛ ‏۲۶ مارس ۱۹۳۸ – ۲۲ فوریهٔ ۲۰۱۷) هنرپیشه تئاتر، تلویزیون و سینما اهل روسیه بود.
از فیلم‌ها یا برنامه‌های تلویزیونی که وی در آن نقش داشته‌است، می‌توان به جنگ جهانی دوم پشت درهای بسته: استالین، نازی‌ها و غرب، ۱۲، زندانی شتو دیف، آرایشگر سیبری و ابله اشاره کرد.
وی همچنین برندهٔ جوایزی همچون هنرمند مردمی جمهوری شوروی فدراتیو سوسیالیستی روسیه شده‌است.